# Ranko Despotović
Ranko Despotović, srbski nogometaš, * 21. januar 1983, Loznica.
Za srbsko reprezentanco je odigral štiri uradne tekme.